# رودريغو ايراموسبي
رودريغو ايراموسبي (بالإسبانية: Rodrigo Erramuspe) (3 مايو 1990 بمار دل بلاتا في الأرجنتين - ) هو لاعب كرة قدم أرجنتيني في مركز الدفاع. لعب مع أتليتيكو رافائيلا وتيغري ونادي لانوس وهوراكان ويونيون دي سانتا في وليجا دي كويتو.

## وصلات خارجية
- رودريغو ايراموسبي على موقع قاعدة بيانات كرة القدم.إي يو (الإنجليزية)
- رودريغو ايراموسبي على موقع Soccerway.com (الإنجليزية)
- رودريغو ايراموسبي على موقع عالم كرة القدم.نت (الإنجليزية)